# Operación Nordlicht
La operación Nordlicht (1942) (en alemán: Unternehmen Nordlicht, lit. 'Operación Luz del Norte') fue el nombre en clave de una operación planeada por la Wehrmacht alemana para tomar Leningrado y unirse con los finlandeses, en septiembre de 1942 durante la Segunda Guerra Mundial. Dado que el 11.º Ejército alemán en el área de Shlisselburg tuvo que enfrentarse a la ofensiva de Siniávino soviética  el 27 de agosto de 1942, el plan nunca se llevó a cabo.

## Planificación y preparación
Después del Sitio de Leningrado por las tropas alemanas y el rechazo, por parte del Ejército Rojo, de la Ofensiva de Tijvin en octubre de 1941, el frente alrededor de Leningrado se estabilizó desarrollándose una batalla de asedio. Con el fin de romper esta situación, el 30 de junio de 1942, el Generalfeldmarschall Georg von Küchler al mando del Grupo de Ejércitos Norte presentó a Hitler, en su Cuartel General, de la Wolfsschanze, sus planes para cinco posibles ofensivas:
1. Operación Feuerzauber (fuego mágico): la conquista de Leningrado
2. Operación Brückenschlag (voladura de puente)ː un asalto conjunto con el Grupo de Ejércitos Centro contra el saliente soviético al sudoeste de Ostashkov.
3. Operación Schlingpflanze (enredadera): la expansión del saliente de Demiansk (véase Bolsa de Demiansk)
4. Operación Moorbrand (incendio en la turbera): la eliminación del saliente de Pogoste al oeste de Kírishi, donde aún resistía el 54.º Ejército soviético, o destruir completamente las tropas soviéticas situadas el oeste del río Vóljov.
5. Operación Bettelstab (bastón, cayado): preveía la conquista de la cabeza de puente de Oranienbaum

El 1 de julio, Küchle regresó a su cuartel general y ordenó a su estado mayor que comenzara a trabajar primero en Moorbrand y Schlingpflanze y luego en Bettelstab. Para preparar la operación el Oberkommando des Heeres o OKH (Alto Mando del Ejército) ordenó trasladar las pesadas baterías de asedio Dora, Gramma y Karl, desde Sebastopol a Leningrado, traslado que se realizó entre el 2 y el 23 de julio, las baterías debían utilizarse para destruir las poderosas defensas soviéticas de la fortaleza de Kronstadt.
El plan era atravesar el frente sur de Leningrado con tres cuerpos de ejército. Para ello se proporcionó un fuerte apoyo de artillería y fuerza aérea. Entre otras cosas, los cañones ferroviarios más pesados se trasladaron al frente sur de Leningrado. Sin embargo, este avance solo debería conducir a los límites meridionales de la ciudad de Leningrado. Una vez superadas las defensas soviética, un cuerpo debía cubrir Leningrado por el sur, los otros dos cuerpos debían girar hacia el este, cruzar el río Nevá al sureste de Leningrado y destruir las tropas soviéticas que se encontraban entre el lago de Ládoga y Leningrado. El objetivo era cerrar la ciudad desde el este y privarla de sus rutas de suministro a través del lago de Ládoga. El plan era evitar la lucha casa por casa y lograr una rápida rendición de la ciudad similar a la caída de Varsovia en 1939. Esta operación fue planeada para desarrollarse a principios de septiembre bajo el nombre en clave de operación «Feuerzauber» (fuego mágico, en alusión a la ópera de Wagner La valquiria).
El 23 de julio, Hitler emitió su directiva del Führer n.º 45, en la que daba instrucciones detalladas para las operaciones de la Wehrmacht para finales de verano. Al Grupo de Ejércitos Norte le ordenaba prepararse para ejecutar la Operación Feuerzauber. Para llevar a cabo la operación Hitler trasladó al norte el cuartel general del 11.º Ejército al mando del Generalfeldmarschall Erich von Manstein, de Crimea, con cinco divisiones de infantería para reforzar el 18.º Ejército de Georg Lindemann y la artillería de asedio más pesada que ya había sido enviada a la región desde Sebastopol que las fuerzas alemanas habían capturado en julio de 1942 (véase Sitio de Sebastopol), incluido el cañón Dora, el mortero gamma de 42 cm y el mortero de asedio autopropulsado Mörser Gerät 040. Una semana más tarde el OHK renombró la operación como Nordlicht (luz del norte). A continuación Hitler ordenó la ejecución de las operaciones Schlingpflanze, Moorbrand y  Bettelstab, antes del inicio de la operación Nordlicht y completar todas las operaciones propuestas a comienzos de septiembre.
Dado que las fuerzas disponibles eran insuficientes para la ejecución de todas estas operaciones, Küchle convenció a Hitler para que la Wehrmacht centrara su atención únicamente en la operación Nordlicht y pospusiera el resto de operaciones. El 23 de agosto, Hitler le asignó a Manstein la responsabilidad de dirigir la operación. Para asegurarse de que sus órdenes fueran cumplidas asignó las fuerzas de Manstein directamente al OKH, en lugar de al Grupo de Ejércitos Norte. El ejército finlandés acantonado en el istmo de Carelia debía apoyar la operación mediante un ataque de diversión y fuego de artillería.

## Cancelación
Debido a la ofensiva de Siniávino soviética en Mga al sur de Leningrado que comenzó el 27 de agosto de 1942, todas las fuerzas de ataque alemanas fueron reubicadas allí para repeler el ataque soviético. Después del final de los intensos combates en Mga, el 11.º Ejército ya no tenía suficiente poder de combate para llevar a cabo con éxito la operación, y esta tuvo que posponerse sine die.